# Caitlin Moran

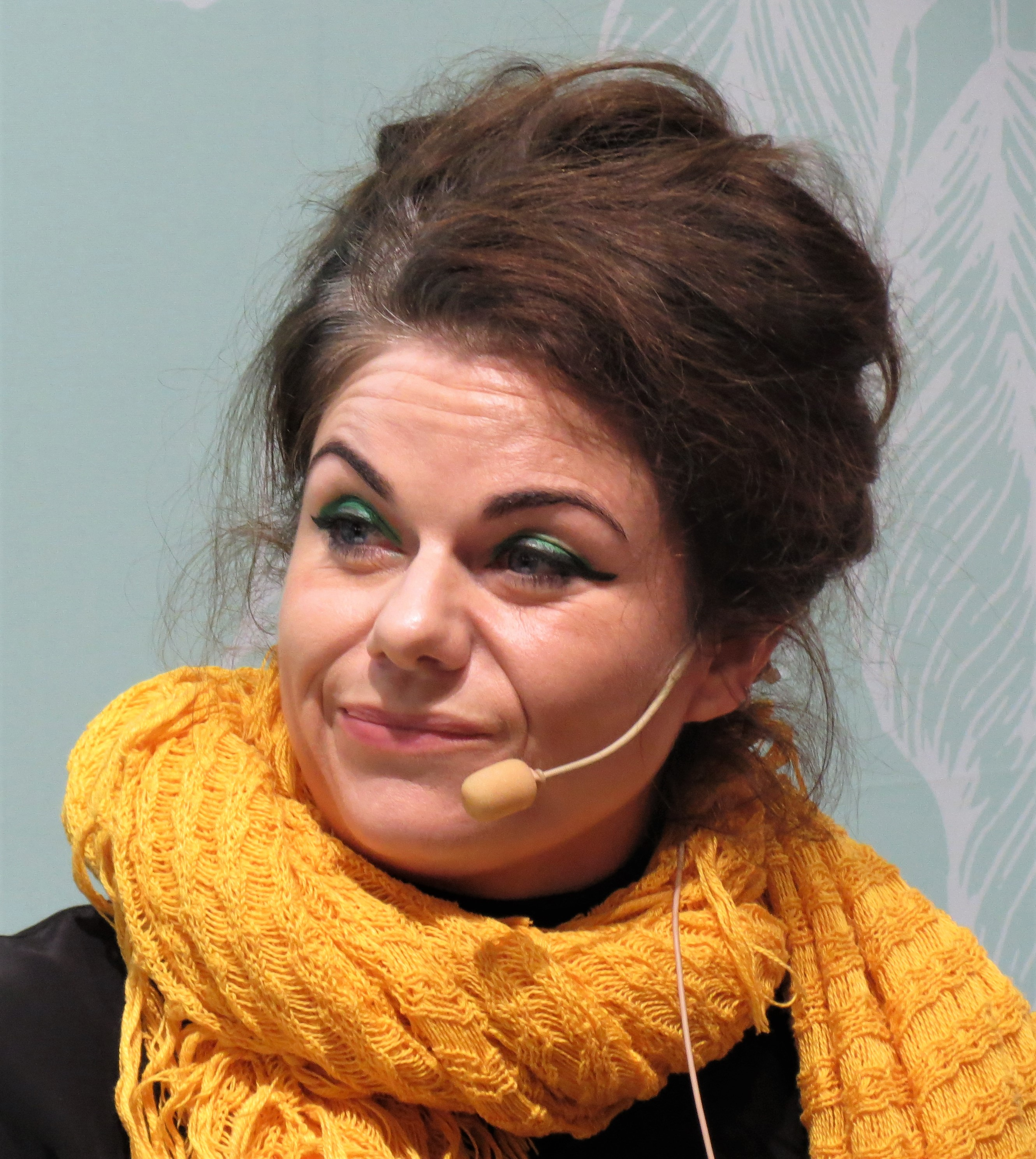
Caitlin Moran (2019)

Caitlin Moran, eigentlich Catherine Elizabeth Moran, (geb. 5. April 1975 in Brighton) ist eine britische Journalistin, Autorin, Drehbuchautorin und Feministin.

## Leben
Moran wuchs als ältestes von acht Geschwistern in ärmlichen Verhältnissen in Wolverhampton auf. Ihr irischer Vater war in jungen Jahren Psychedelic-Rock-Drummer, den eine Arthroseerkrankung zur Berufsaufgabe zwang. Sie suchte Auswege aus der häuslichen Enge und fand einen funktionierenden im Lesen und Schreiben. Als 15-Jährige gewann sie den Wettbewerb The Observer's Young Reporter of the Year. Mit 16 Jahren brachte sie ihren ersten journalistischen Artikel im Musiker-Wochenblatt Melody Maker unter.
Eine sehr hohe Meinung hat Moran von dem Schriftsteller Terry Pratchett, sie sagte, sie habe 80 Prozent dessen, was sie über das Schreiben wisse, aus der Lektüre seiner Bücher.
Ihr erstes Buch, The chronicles of Narmo, schrieb sie tatsächlich mit knapp 16 Jahren, obschon es erst 1992 beim Verlag Corgi Publishers erscheinen konnte. Der Münchner Verlag cbt brachte das Jugendbuch 2017 unter dem Titel Meine happy crazy Großfamilie oder Mein erster Roman mit 15 3/4 auf Deutsch heraus.
Als gastgebende Fernsehmoderatorin der Popmusik-Sendung Naked City auf dem Privatsender Channel 4 begann sie 1992 ihre Karriere beim Fernsehen. Ihre von ihren Kindheits- und Jugenderlebnissen inspirierten Drehbücher führten zu der erfolgreichen Dramedy-Sitcom-Fernsehserie Raised by Wolves, ebenfalls bei Channel 4, die vom 23. Dezember 2013 bis 6. April 2016 in zwei Staffeln von 30-minütigen Sendungen erstgesendet wurden.
Im Juli 2012 wurde Moran zum Fellow of the University of Aberystwyth ernannt.
Moran ist Kolumnistin bei der überregionalen Londoner Tageszeitung The Times und unter anderem bekannt für ihre Bücher How to Be a Woman. Wie ich lernte, eine Frau zu sein und How to Build a Girl.
In den 2010er Jahren begann sie eine weitere Karriere als Schriftstellerin. Bei den nationalen British Book Awards wurde How to Be A Woman 2011 „Book of the Year“ und verkaufte sich weltweit über eine Million Mal. In rascher Folge kamen 2011 How to Be a Woman, 2012 Moranthology, 2014 How to Build a Girl auf den englischen Buchmarkt. Das letztere wurde zum Bestseller und verfilmt (Johanna – Eine (un)typische Heldin). Zugleich war das halb-autobiographische Buch der Start für eine Trilogie, die 2018 mit How to Be Famous weiterging.
Caitlin Moran ist seit 1999 verheiratet mit Peter Paphides, Rockmusikjournalist bei der Londoner Tageszeitung The Times. Das Paar hat zwei Töchter und lebt in Coventry. Zuvor hatte Moran lange Jahre in London gelebt und gearbeitet.

## Werke
- How to Be a Woman, Ebury Press, ISBN 978-0-09-194073-7.
  - How to be a woman. Wie ich lernte, eine Frau zu sein, aus dem Englischen von Susanne Reinker, Ullstein, Berlin 2013, ISBN 978-3-548-37493-2.
- Moranthology, Ebury Press, ISBN 978-0-09-194088-1.
- How To Build a Girl, Ebury Press, ISBN 978-0-09-194900-6.
  - All about a girl, Roman, aus dem Englischen von Regina Rawlinson, Carl's Books, München 2015, ISBN 978-3-570-58542-9.
- The chronicles of Narmo, Corgi, ISBN 0-552-52724-6.
  - Meine happy crazy Großfamilie oder Mein erster Roman mit 15 3/4, Jugendbuch, aus dem Englischen von Ilse Rothfuss, cbt Verlag, München 2017, ISBN 978-3-570-31118-9.
- Moranifesto, Ebury Press, ISBN 978-0091949044.
- How to Be Famous, Harper, ISBN 978-0062433770.

## Auszeichnungen
- 2010: British Press Awards (BPA) Columnist of the Year
- 2011: British Press Awards Critic of the Year
- 2011: British Press Awards Interviewer of the Year[9]
- 2012: als Columnist of the Year gewählt vom London Press Club[10]
- 2013: The Comment Awards Culture Commentator of the Year[11]